# Elecciones vicepresidenciales de Ecuador de 1867
Elección del vicepresidente constitucional de la república al concluirse el periodo constitucional de Rafael Carvajal.

## Candidatos
| Partido     | Vicepresidente                     | Cargos Previos                        |
| ----------- | ---------------------------------- | ------------------------------------- |
| Conservador | Pedro José de Arteta y Calisto     | Presidente del Senado (1839)          |
| Liberal     | Manuel Gómez de la Torre Gangotena | Presidente del Senado (1854) / (1863) |

Fuente:
- No hay datos de los resultados de la votación popular, Pedro José de Arteta resultó elegido.